# Macéo Beard-Aigret
Macéo Beard-Aigret (Parigi, 12 maggio 2000) è un giocatore di football americano francese, che gioca come defensive back per i Paris Musketeers.

## Carriera
Inizia a giocare per i Montereau Strikers, ma nel 2017 - dopo un solo anno - passa ai Kangourous de Pessac, dove rimane fino al 2019 (con un periodo presso una squadra universitaria canadese). Nel 2020 si trasferisce ai Black Panthers de Thonon e l'anno successivo ai Potsdam Royals. Nel 2022 gioca in ELF con i Berlin Thunder, intervallando due parti della stessa annata con una partecipazione al roster di offseason dei Saskatchewan Roughriders. Nel 2023 passa agli svizzeri Helvetic Guards, mentre nel 2024 ai francesi Paris Musketeers.